# アセナ

1925年に選ばれたトルコの国章候補。この案は赤い盾の中に白でテュルクの民の象徴であるアセナを描かれている

アセナ（Asena、アセナ）はテュルク神話に登場する雌狼、および、雌狼の生んだ10人の息子のうちの一人の名前。オオカミはテュルクの神話で重要な役割を果たし、現在もトルコではトルコ民族を象徴する存在とされている。
アセナの登場する神話には様々な形がある。ひとつは次のようなものである。テュルクの祖先は大きな戦いに敗れ、少年一人だけが生き残った。アセナという名の、空のように青いたてがみをしたメスのオオカミが傷ついた彼を助け傷をいやした。やがてオオカミと少年の間に10人の子供たちが生まれた。オオカミと人間の血をひく、アセナに率いられたこの子供たちがやがてアシナ氏族（阿史那氏）を築き、突厥帝国（Göktürk）の中核となったという。この神話はウイグル人の民話など、他のテュルク系民族の神話とも共通する。同様の神話は司馬遷の「史記」にも登場する。
また次のような形もある。テュルク人の村が中国の軍に襲われ全員が殺された。司令官は唯一残った赤ん坊を憐れみ、手足を切ってオオカミの住む草むらに投げ捨てた。しかし司令官は後でこの判断を悔やみ、置いてきた赤ん坊を殺そうとしたが、赤ん坊はすでに空色のたてがみをしたアセナという名の雌狼に助けられていた。アセナはこの赤ん坊の傷をいやし、やがて大きくなった赤ん坊とアセナの間に阿史那氏の祖先となる子供が生まれた。
またアセナはエルゲネコン伝説とも結びついている。テュルクの祖先がモンゴル人との戦いに敗れ、一握りの生き残りがアルタイ山中の奥深くにある細道を抜け、豊かな谷間・エルゲネコン（Ergenekon）にたどりつき、そこで数世代にわたり暮らして勢力を回復した。やがてエルゲネコンから外の世界へ出ようとした子孫らは出口の細道が分からずに行き先を見失うが、そこに現れたメスオオカミの導きでエルゲネコンから出ることができ、モンゴル人を打ち負かしたという。
アセナは近代のトルコにおいてもトルコ民族の象徴として広く親しまれている。一方で、トルコ民族・トルコ国家のナショナリズムとも結び付いている。トルコ民族主義を主張する極右政党・民族主義者行動党の青年組織・「灰色の狼」の名前とシンボルマークはアセナからインスパイアされたほか、キプロス島におけるトルコ系住民の極右組織もオオカミの図像を用いている。